# Gerardus Craeyvanger
Gerardus Craeyvanger (Utrecht, gedoopt 13 januari 1775 – aldaar, 10 maart 1855) was een Nederlands violist en bariton.
Hij was zoon van Gijsbertus Craeyvanger en Geertruida Klingen. Hijzelf was getrouwd met in eerste instantie Johanna Swillens en later met Elisabeth Margaretha Swillens. Onder hun kinderen bevonden zich Gijsbertus Craeyvanger en Reinier Craeyvanger, beiden kunstschilder en Carolus Arnoldus Craeyvanger, violist. Zus Geertruida Catharina schreef onder de naam Gertrudis Craeyvanger enkele gedichten (Het genie verscheen in de Dietsche Warande van 1860). 
In eerste instantie was het bedoeld, dat hij zijn geld zou verdienen in de handel. Hij werd gegrepen door de liefde voor muziek en verdiepte zich in de zang- en vioolkunst. Vanaf 1798 was hij verantwoordelijk voor een aantal studentenconcerten en speelde daarin mee als concertmeester. Van zijn hand verscheen een aantal strijkkwartetten, missen en motetten, sommige ook in druk bij uitgeverij Plattner te Rotterdam. Volgens de diverse gidsen werden zijn werken geplaagd door een gebrek aan muziektheoretische kennis.